# مغامرات جوجو العجيبة (مسلسل)

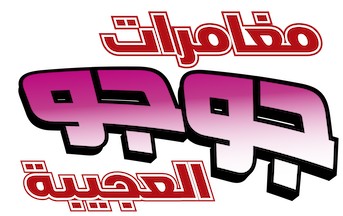

مغامرات جوجو العجيبة (باليابانية: ジョジョの奇妙な冒険 جوجو نو كيميو نا بوكين) (بالإنجليزية: JoJo's Bizarre Adventure جوجوز بيزار أدفنتشر) هو مسلسل أنمي مقتبس عن سلسلة مانغا مغامرات جوجو العجيبة من تأليف ورسم هيروهيكو أراكي.

## القصة

### الموسم الأول
- فانتوم بلاد: في عام 1888 في إنجلترا، تتغير حياة جوناثان جوستار للأبد عندما أتى ديو براندو إلى منزله ليعيش معه بعد أن تبناه اللود جوستار رداً لجميل منقذه.
- وتيرة القتال: في عام 1938 في نيويورك، يكتشف جوزيف جوستار إرث جده ويسخره لمقاتلة شرور القناع الحجري ورجال العمود.

### ستارداست كروسيدرز
في عام 1988، ينطلق جوتارو كوجو في رحلة إلى مصر مع جده جوزيف من أجل إنقاذ حياة والدته.

### الماس لا ينكسر
في عام 1999 في بلدة موريو، يتعاون جوتارو مع قريبه جوسكي هيغاشيكاتا وسكان البلدة ليحلوا سلسلة من قضايا الاختفاء الغامضة.

## طاقم الإنتاج
- الإخراج الرئيسي: ناوكاتسو تسودا
- الإخراج: كينيتشي سوزوكي (الموسم الأول، ستارداست كروسيدرز)، توشيوكي كاتو (الماس لا ينكسر)، ياسوهيرو كيمورا، هيديا تاكاهاشي (الرياح الذهبية)
- الإخراج البصري: ياسوفومي سويجيما (الموسم الأول)
- تأليف الحبكة: ياسوكو كوباياشي
- تصميم الشخصيات: تاكاكو شيميزو (الموسم الأول)، ماساهيكو كومينو (ستارداست كروسيدرز)، تيرومي نيشي (الماس لا ينكسر)، تاكاهيرو كيشيدا (الرياح الذهبية)
- التصميم الثانوي للشخصيات: شينيتشي ماتشيدا (الموسم الأول، ستارداست كروسيدرز)، شونيتشي إيشيموتو (الماس لا ينكسر)
- تصميم الستاندات: فومياكي كوتا، شينيتشي ماتشيدا (ستارداست كروسيدرز)، كينتا ميمورو (الماس لا ينكسر)، تاكاهيتو كاتاياما (الرياح الذهبية)
- إخراج الرسوم المتحركة الرئيسي: شونيتشي إيشيموتو (الرياح الذهبية)
- إخراج الرسوم المتحركة لمشاهد الأكشن: فومياكي كوتا (ستارداست كروسيدرز)، كينتا ميمورو (ستارداست كروسيدرز، الماس لا ينكسر)، تاكاهيتو كاتاياما (الرياح الذهبية)
- تصميم المواقع: شينيتشي ماتشيدا (الموسم الأول)، يوكيتوشي هوتاني (ستارداست كروسيدرز، الماس لا ينكسر، الرياح الذهبية)، ريوزو سوغياما (ستارداست كروسيدرز)، تاكاشي تانازاوا (الماس لا ينكسر)
- الإخراج الفني: شونيتشيرو يوشيهارا (الموسم الأول، ستارداست كروسيدرز، الماس لا ينكسر، الرياح الذهبية)، ميغومي كاتو (الرياح الذهبية)
- إخراج التصوير: كازوهيرو يامادا
- المونتاج: كيوشي هيروسي
- إخراج الصوت: يوشيكازو إيوانامي
- الموسيقى: هاياتو ماتسوؤو (الموسم الأول؛ فانتوم بلاد)، تاكو إيواساكي (الموسم الأول؛ وتيرة القتال)، يوغو كانّو (ستارداست كروسيدرز، الماس لا ينكسر، الرياح الذهبية)
- إنتاج الرسوم المتحركة: ديفيد برودكشن
- إنتاج: لجنة إنتاج مغامرة جوجو العجيبة (الموسم الأول)، لجنة إنتاج مغامرة جوجو العجيبة SC (ستارداست كروسيدرز)، لجنة إنتاج مغامرة جوجو العجيبة DU (الماس لا ينكسر)

## وصلات خارجية
- مغامرة جوجو الغريبة على موقع IMDb (الإنجليزية)
- مغامرة جوجو الغريبة على موقع نتفليكس (الإنجليزية)
- مغامرة جوجو الغريبة على موقع كينوبويسك (الروسية)
- مغامرة جوجو الغريبة على موقع قاعدة بيانات الفيلم (الإنجليزية)